# Gießener Ruderclub Hassia 1906
Der Gießener Ruderclub Hassia 1906 e. V. (kurz: Gießener RC Hassia) ist der größte Ruderverein in Gießen. Der Verein zeichnet sich durch ein breites sportliches Angebot für Kinder, Freizeit- und Leistungssportler aus. Neben dem Rudern besteht seit einigen Jahren eine Drachenbootabteilung.

## Geschichte
Zu Beginn des 20. Jahrhunderts war es in Gießen nicht jedermann möglich, den Rudersport auszuüben. Der von den bereits bestehenden Vereinen des Deutschen Ruderverbandes beschlossene so genannte „Amateurparagraph“ gestattete nur denen die aktive Mitgliedschaft in Rudervereinen, die ihren Lebensunterhalt nicht „mit eigener Hände Arbeit“ verdienen mussten. Das Rudern in einem Verein ohne diese Auflagen für jeden zu ermöglichen war Anlass, den „RC Hassia“ zu gründen. Im Gründungsprotokoll heißt es:

„In der Versammlung am 23.08.1906 erschienen sechs Herren. Herr Rostert eröffnete die Sitzung, erwähnte den Grund des Zusammenseins mit folgenden Worten:
‚Da in Gießen bisher jedem unbescholtenen Manne, welcher ein wirkliches Interesse am Rudersport hat, der Eintritt in den hiesigen Rudersport erschwert wurde, sind wir zusammengekommen, um einen neuen Ruderverein «Hassia» zu gründen, welcher oben bezeichnete Missstände beseitigen soll.‘“

Der neu gegründete Ruderclub Hassia erfüllte nicht die Bedingungen zur Aufnahme in den Deutschen Ruderverband. Daher trat er am 4. September 1906 dem damaligen „Freien Deutschen Ruderverband“ und dem „Süddeutschen Ruderverband“ bei. Seine erste eigene Regatta führte der RC Hassia unter Obhut des „Süddeutschen Ruderverbandes“ am 5. Juli 1908 mit großem Erfolg durch. Diese erstreckte sich über drei Tage, damals für Deutschland unüblich und bestenfalls in England (Henley Royal Regatta) bekannt. Sie brachte für den Ausrichter den ersten Sieg in einem Achter-Rennen.
Mit Siegen in den Jahren 1911 bis 1914 hatte sich der RC Hassia auch im internationalen Rudersport einen guten Ruf erworben. 1913 und 1914 wurde der Verein zu Regatten nach Luzern und Prag eingeladen. Der sich anbahnende Erste Weltkrieg verhinderte die Teilnahme an den Olympischen Spielen. Nach dem Zweiten Weltkrieg wurde das beschädigte Bootshaus des RC Hassia wieder aufgebaut und der Ruderbetrieb wiederaufgenommen.
In den Folgejahren waren Sportler des RC Hassia regional und national erfolgreich. 1969 war der RC Hassia der erfolgreichste hessische Ruderverein in der Jugendarbeit. Mit Unterstützung der Stadt Gießen und viel Engagement der Mitglieder wurde 1980 das neue Bootshaus fertiggestellt. Nachdem Ruth Kaps bereits mehrfach Medaillen bei den Deutschen Meisterschaften gewann, sicherte sie sich im Leichtgewichts-Doppelzweier 1995 die Bronzemedaille bei den Weltmeisterschaften in Tampere (Finnland). 1996 nahm sie an den Olympischen Spielen in Atlanta teil und wurde Achte.
Zwischenzeitlich wuchsen innerhalb des Rudervereins weitere Abteilungen an. Über viele Jahre richtete der RC Hassia Schwimmfeste und Basketball-Cups aus. Kurz nach der Jahrtausendwende entstand mit der Drachenbootabteilung ein weiteres sportliches Betätigungsfeld für Wassersportler in Gießen. 2003 wurde der Gießener Drachenbootcup ins Leben gerufen, der mittlerweile ein fester Bestandteil des Gießener Stadtfest geworden ist. Gemeinsam mit der Gießener Rudergesellschaft wurde 2012 der Gießen-Achter gebildet, der in der Ruder-Bundesliga startet.
Im Jahr 2014 zeichnete sich eine neue Karriere im Rudern ab – Marc Weber gewann 2014 seine erste U19 Deutsche Meisterschaft im Doppelvierer in Brandenburg. Es begann eine beeindruckende Serie von Medaillengewinnen auf diversen Meisterschaften: Deutscher Meister im Einer 2017–2019. International sicherlich die Höhepunkte als Vize-Weltmeister im Einer U23 2018 und dann Weltmeister U23 im Einer im Jahr 2019. Marc Weber ist ein „Eigengewächs“ des Ruderclubs, er erlernte das Rudern in der Kinderausbildung des Vereins und entwickelte sich zum Ruderer mit Weltklasse Niveau. Nach dem Gewinn der U23-Weltmeisterschaft wird Marc Weber in den Skull Kader der Nationalmannschaft einberufen und entwickelt sich zunächst als jüngerer Athlet im „Sxulls“-Team zu einem Leistungsträger. Trotz der abgesagten Olympischen Spiele in Tokyo wird Marc Weber im Sommer 2021 für den Männer Doppelzweiter nominiert und nimmt schließlich als zweiter in der Geschichte des Ruderclubs Hassia Gießen an den Spielen teil.

## Sportliche Erfolge
- Ruth Kaps: Bronze im Leichtgewichts-Doppelzweier bei den Ruder-Weltmeisterschaften 1995; Achter Platz bei den Olympischen Spielen in Atlanta 1996.[2]
- Sven Keßler: Gold im Leichtgewichts-Achter bei den Ruder-Weltmeisterschaften 2014.
- Marc Weber: Silber im Männer Einer bei der Weltmeisterschaft 2018 U23 in Plovidv (Bulgarien)
- Marc Weber: Gold im Männer Einer bei der Weltmeisterschaft 2019 U23 in Sarasota (Vereinigte Staaten von Amerika)
- Marc Weber: Platz 11 bei den Olympischen Spielen in Tokio 2021

## Drachenboot
Um die Jahrtausendwende fanden sich eine Reihe von Sportlern, unter ihnen auch ehemalige Leistungsruderer des RC Hassia zusammen, um neben dem Rudern auch in sog. Outriggern und in Drachenbooten zu paddeln. Aus der Gruppe der „Wilden Hassianer“ entwickelte sich eine aktive Paddel-Abteilung im Verein. Mittlerweile treten die Sportler nicht nur auf deutschen Meisterschaften, sondern als Teil der deutschen Nationalmannschaft erfolgreich auch auf internationalen Drachenboot-Wettkämpfen an. Im Jahr 2018 und 2019 wurden Titel bei den Bestenermittlungen im 20er Drachenboot errungen.

### Sportliche Erfolge
- Silke Nopper: 5 × Gold und 1 × Silber bei der 11. EDBF-Europameisterschaft 2014 in Racice.
- Lucas Kern: 3 × Gold und 2 × Silber bei der 11. EDBF-Europameisterschaft 2014 in Racice.

### Drachenbootcup
2003 wurde der Gießener Drachenbootcup ins Leben gerufen, den der Ruderclub Hassia seitdem jährlich durchführt. Der Cup ist mittlerweile fester Bestandteil des Gießener Stadtfest im Sommer.

## Ruder-Bundesliga (RBL)
Anfang 2012 wurde gemeinsam mit der Gießener Rudergesellschaft 1877 (GRG) der „Gießen-Achter“ gegründet. Nachdem die Ruderer beider Vereine bereits gemeinsam auf verschiedenen nationalen und internationalen Regatten angetreten waren, starten die Sportler nun als ein Team in der Ruder-Bundesliga. Die Saison 2013 beendete das Team mit dem 2. Tabellenplatz, stieg in die erste Liga auf und wurde zur Mannschaft des Jahres gewählt. Nach dem Abstieg 2014 tritt die Mannschaft um Teamchef Eric Baumann wieder in der 2. Bundesliga an und steigt wieder in die 1. Bundesliga auf. Das Projekt wird bis heute fortgeführt und wird seit dem Jahr 2021 ergänzt um das erste Frauen RBL Team gemeinsam mit Limburg.